# Киевские глаголические листки

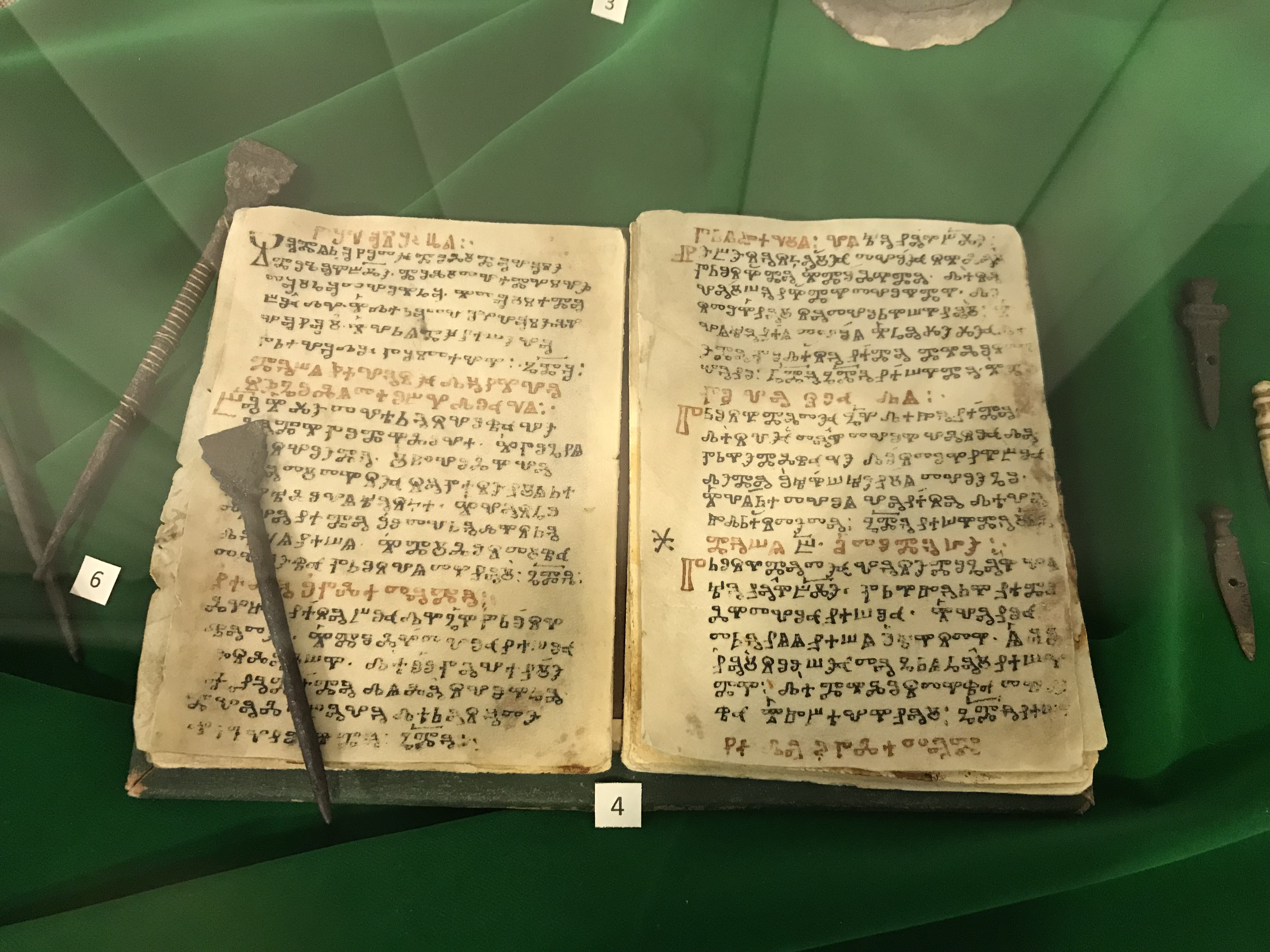
«Киевские глаголические листки» (копия) и писа́ла. Музей истории Киева

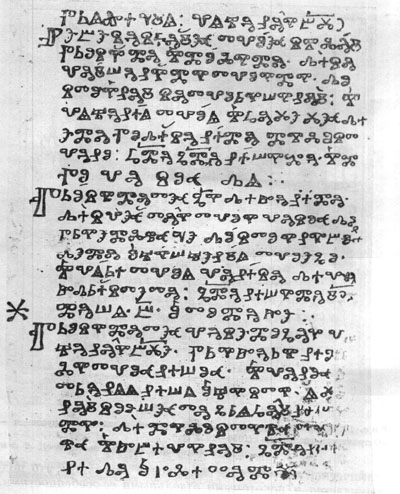
«Киевские глаголические листки», лист 3.

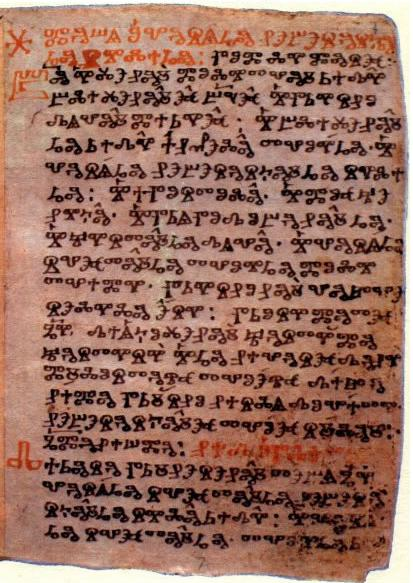
Седьмой лист

Киевские глаголические листки (Киевский миссал) — самая древняя из дошедших до нас старославянских глаголических рукописей. Именно по ней обычно даются типовые начертания глаголических букв.
Содержит отрывок из литургии по римскому обряду, считается переводом с латинского оригинала. Написана чернилами на семи листах хорошо выделанного пергамента, датируемых в основном X веком или даже концом IX века (лишь первая страница более позднего письма и содержит другой текст).
Происхождение признается западнославянским (моравско-чешским), на что указывает ряд особенностей языка (славянское богослужение там было запрещено в середине XI века). Чешский учёный Й. Вашица показал родство «Закона судного людем» и «Номоканона Мефодия» с древнейшими славянскими текстами моравского происхождения — «Киевскими листками», «Паннонским житием Мефодия», «Анонимной гомилией Клоцова глаголического сборника» и «Фрейзингенскими отрывками».
Киевский Миссал лучше всех памятников X—XI веков передаёт особенности того книжного языка, который с 60-х годов IX века стал органом славянского богослужения в Моравии.

## История и издания
Рукопись обнаружена, вероятно, начальником Русской духовной миссии в Иерусалиме архимандритом Антонином (Капустиным) во время пребывания его в монастыре Св. Екатерины на горе Синай в 1870 году; в 1872 году он подарил листки Киевской духовной академии, чьим выпускником являлся. (Дата «1869», приведенная в «Старославянском словаре» под ред. Цейтлин, Вечерки и Благовой, 1994, ошибочна.) Ныне рукопись хранится в Национальной библиотеке Украины в Киеве, шифр Да/П. 328.
В научный оборот текст попал в 1874 году, когда о нём на 3-м археологическом съезде в Киеве сделал доклад И. И. Срезневский. Ему же принадлежит и первое издание (1875). Последующие издания: И. В. Ягич, 1890; G. Mohlberg, 1928 (с латинским текстом). Цветное факсимильное издание: В. В. Німчук, Київські глаголичні листки, К.: Наукова думка, 1983 — комплект из двух книжечек: факсимиле рукописи (не очень резкое и контрастное) и исследование, к которому приложены кириллическая транслитерация текста (взятая из хрестоматии Вейнгарта и Курца, 1949), параллельный латинский текст-оригинал и словарь.
В 1980-е Иосип Хам оспаривал подлинность «листков», приписывал их авторство известному фальсификатору Вацлаву Ганке, однако оптическое обследование документа подтвердило его подлинность.

## Язык
Язык памятника хорошо исследован. Здесь зафиксирована одна древнейшая славянская фонетическая особенность, сохранявшаяся в славянских языках до X в.: отражено правильное употребление редуцированных гласных, которые позже в одних случаях исчезли из произношения, в других — совпали с гласными звуками о, е:
- дьнь — день
- сънъ — сон
- дъва — два
- вьсь — весь и т. д.

Все остальные письменные памятники, датируемые XI—XII вв., уже отражают период изменения редуцированных в славянских языках и, следовательно, характеризуются неправильным употреблением букв ъ и ь, то есть смешением их, пропуском и заменой буквами о, е.
В языке памятника отразилась также одна фонетическая западнославянская особенность — з, ц, вместо старославянских жд, шт:
- подазь вместо подаждь
- розьство вместо рождьство
- просѧце вместо просѧще
- обѣцѣниѣ вместо обѣштаниѥ и др.